# 2529 Rockwell Kent
2529 Rockwell Kent (1977 QL2) là một tiểu hành tinh vành đai chính được phát hiện ngày 21 tháng 8 năm 1977 bởi N. Chernykh ở Nauchnyj.